# Konrad Noell
Konrad Karl Waldemar Noell (* 24. Januar 1904 in Koschmin; † 23. Dezember 1965 in Koblenz) war ein preußischer Landrat in den Landkreisen Simmern und Kreuznach und ab 1961 deutscher Regierungsdirektor.

## Leben
Konrad Noell war der Sohn eines Regierungs- und Schulrats. Nach dem Besuch des humanistischen Gymnasiums Gumbinnen und des Comenius-Gymnasiums in Düsseldorf-Oberkassel und der dort im Jahr 1922 abgelegten Reifeprüfung, absolvierte er bis 1925 ein Studium der Rechts- und Staatswissenschaften in Köln, Marburg und Berlin. Nach seiner Ernennung zum Gerichtsreferendar am 26. September 1925 begann er eine Ausbildung beim Amtsgericht Neuss. Im Oktober 1926, inzwischen zum Regierungsreferendar ernannt, nahm er Tätigkeiten bei den Regierungen Düsseldorf und Köln auf, um am 5. Juli 1930 sein Assessorexamen abzulegen. Als Regierungsassessor nahm er am 29. August 1930 Beschäftigung beim Landratsamt des Kreises Lüdinghausen auf und am 2. Januar 1934 wurde er Hilfsarbeiter im Reichsministerium des Innern. Nachdem er am 31. Juli 1935 (mit Urkunde) zum Regierungsrat ernannt worden war, wurde er am 20. April 1938 kommissarischer Landrat des Landkreises Simmern, dem am 2. Dezember 1938 noch die definitive Ernennung folgte. Im Februar 1940 wurde er kommissarischer und am 1. August 1940 definitiver Landrat des Landkreises Kreuznach, wobei er von 1942 bis 1945 noch zeitgleich vertretungsweise die Verwaltungsaufgaben des Landkreises Simmern übernahm. Nach seiner Entlassung im Jahr 1945 blieb er bis Anfang 1950 ohne öffentliche Ämter, erhielt dann aber am 3. April 1950 in der Funktion als Regierungsrat eine dienstliche Beschäftigung bei der Regierung Koblenz, wo er am 1. April 1952 zum Oberregierungsrat ernannt wurde. Dort zuletzt noch am 1. Januar 1961 zum Regierungsdirektor ernannt und als Abteilungsleiter wirkend, verstarb Noell im Dezember 1965 während des Dienstes.

## Familie
Konrad Noell, evangelisch, Sohn von Ludwig und Elwine, geb. Steinkauler, heiratete am 25. Juli 1932 in Düsseldorf Hildegard Kamp (* 9. September 1903 in Düsseldorf; † 29. Juli 1973 in Koblenz) Tochter von Johann Ferdinand Kamp und dessen Ehefrau Hulda, geb. Häusgen.